# Erdinç Dinçer
Erdinç Dinçer (né le 25 août 1935 à Izmir et mort le 20 août 2013 à Ankara) est un mime, acteur et écrivain turc, considéré comme le précurseur de l’art du mime en Turquie.

## Biographie
Considéré comme le précurseur de l’art du mime en Turquie, Erdinç Dinçer entre au Conservatoire national d’Ankara en 1951 dans la section de direction d’orchestre et de composition. Durant un an il est l’élève du compositeur Ahmet Adnan Saygun. Plus tard il change de section et entre dans celle des instruments à vent. Jusqu’en 1956 il a pour professeur de littérature le poète Cahit Külebi. En 1956, il prend des cours avec le mime français Théo Lesoualc'h, quitte le Conservatoire à l’issue de sa dernière année et retourne à Izmir. Il entre alors à l’Orchestre Symphonique national d’Izmir comme premier hautbois. Durant cette période il étudie durant deux ans au Conservatoire d’Izmir le théâtre et le chant.

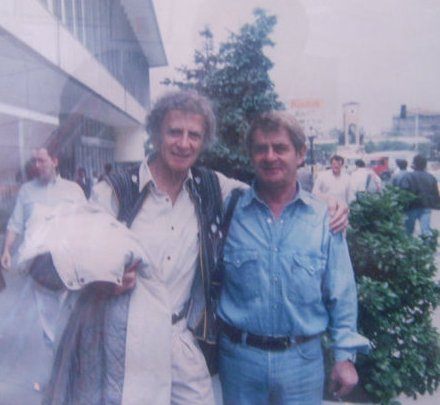
Erdinç Dinçer avec Marcel Marceau

Commençant à s’intéresser de près à l’art du mime Erdinç Dinçer se rend à Paris où il étudie de 1961 à 1965 le mime à l’École Internationale de Théâtre et de Mime de Jacques Lecoq. Durant ces années, il se perfectionne dans l’art du mime avec Marcel Marceau et Étienne Decroux et travaille la danse contemporaine avec Laura Shelee. En mimant le personnage de Nasreddin Hoca, il représente la Turquie dans le film intitulé Le mime en Orient et en Occident, tourné sous le patronage de l’UNESCO et destiné aux télévisions du monde entier. Il joue en tant que mime au côté de Georges Wilson au Théâtre national populaire (TNP) de Paris. Durant son séjour à Paris il fait la connaissance du peintre Abidin Dino et de sa femme Güzin qui lui procurent leur aide. Bénéficiant d’une bourse du gouvernement français, il termine ses études à Paris et revient en Turquie.
Erdinç Dinçer joua un Grand rôle pour faire connaître l’art du mime en Turquie. En 1965, après son retour en Turquie, il participe aux représentations de ballet classique et de danse moderne à l’Opéra et Ballet national d’Izmir. Il enseigne ensuite le mime à l’Université Hacettepe d’Ankara et intègre ensuite la troupe des Théâtres nationaux de Turquie.
En dehors de la Turquie Erdinç Dinçer a donné de nombreuses représentations en Allemagne, France, Belgique, Pays-Bas, Yougoslavie, Pologne, Tchécoslovaquie, Suède et Italie. En 1993, au théâtre national de Trabzon, il met en scène un spectacle international intitulé “Le théâtre du mime des pays de la mer Noire” auquel participent treize artistes venus d’Albanie, Azerbaïdjan, Géorgie, Moldavie et Roumanie.
En 1975, l’artiste remporte la Médaille d’Or au Festival international de Monodrame et de Mime organisé à Belgrade. En 1978, en Italie, avec le spectacle “La voix du silence”, il remporte le Premier prix Espoir dans la catégorie du meilleur spectacle. En 1999, avec un “One man show” il remporte également le Premier prix dans la catégorie pantomime au Festival international de mime organisé en Moldavie.

« Avec le spectacle “Uzun Dere” (Longue rivière) adapté du roman de Yaşar Kemal "Yer Demir, Gök Bakır" (Terre de fer, ciel de cuivre) et monté sur la Scène Expérimentale d’Ankara, où une scène montre les efforts de personnages pour franchir une longue rivière, les faisant apparaître tout petits au lointain, puis les faisant grandir en s’approchant en distinguant leurs mouvements respectifs et enfin les derniers soubresauts en franchissant le cours d’eau, Erdinç Dinçer, assurant la direction de ce merveilleux spectacle sans parole et le travail de ses interprètes, partagea avec les Brésiliens le Grand Prix au Festival International de Théâtre de Nancy (France) en 1966. »

— Yılmaz Onay, 2010
Erdinç Dinçer qui parle anglais, français et italien, est l’auteur d’environ 250 pièces, variant de trois à quarante minutes, pour un ou plusieurs personnages.
Le plus grand rêve de l’artiste qui vit actuellement à Kuşadası, est de créer un Théâtre du mime turc.

## Les mimodrames
Pantomimes écrits par Erdinç Dinçer.
- Pièces sans paroles
- La langue du silence
- Si la parole est d’argent
- Sésame ouvre-toi
- Une poignée de Şehnaz (mime)
- Les corps parlent
- Voilà l’Homme
- La voix du silence
- Magiciens et acteurs (cabaret)
- Monde silencieux
- Cabaret, cabaret
- Contes hors du commun
- Je suis venu, j’ai vu, j’ai ri (cabaret)
- Le politicien et le fauteuil
- Un spectacle Şehnaz (one-man show)
- Cabaret, Mabaret

## Livre
- La vie sans toi est un triste baiser (poèmes)